# Vladimir Avdiaj
Vladimir Veip Avdiaj (ur. 26 lipca 1961 w Tiranie) – albański wojskowy w stopniu generała brygady (gjeneral brigade), od 2015 roku dowódca Albańskich Sił Powietrznych.

## Życiorys
W 1980 roku ukończył studia na Akademii Wojskowej w Tiranie, cztery lata później ukończył także Akademię Sił Powietrznych we Wlorze. W latach 90. i 2000. odbył szereg kursów wojskowych w Stanach Zjednoczonych, Niemczech i Rumunii.
Służbę wojskową rozpoczął w bazie lotniczej w Kuçovë, od 1989 roku służył w bazie lotniczej w miejscowości Rinas. W latach 1997–2000 był szefem żeglugi powietrznej i inspektorem kontroli lotu w siłach powietrznych. Od 2002 do 2003 roku był wicedowódcą, a w latach 2003–2004 dowódcą bazy lotniczej w Rinas. W 2005 roku został członkiem Sztabu Generalnego Albańskich Sił Zbrojnych, pełniąc funkcję oficera sztabu ds. szkolenia sił powietrznych (2005–2007) oraz dyrektora ds. operacji i szkoleń (2010–2012).
W 2014 roku był zastępcą, następnie pełniącym obowiązki stałego przedstawiciela Republiki Albanii przy NATO.
19 sierpnia 2015 roku objął funkcję dowódcy Albańskich Sił Powietrznych.
Deklaruje biegłą znajomość języka angielskiego oraz włoskiego i rosyjskiego w stopniu podstawowym.

## Życie prywatne
Żonaty z Gentjaną Fezaj, z którą ma syna Arbesa i córkę Kaltrinę.